# Voedingsleer
De voedingsleer omvat zowel de kennis van de voedingswaarde (het gehalte aan nuttige voedingsstoffen) van verschillende soorten voedingsmiddelen, als de kennis van de menselijke stofwisseling, na voedselinname, op het niveau van de weefsels (fysiologisch), de cellen (biologisch) en de biomoleculen en mineralen (biochemisch).

## Voedingsstoffen
De voedingsleer onderscheidt verschillende elementaire voedingsstoffen, die van dierlijke of plantaardige oorsprong kunnen zijn:
- eiwitten
- koolhydraten: langzame (zetmeel) of snelle ("suikers": glucose, sacharose) koolhydraten
- vetten (verzadigd of onverzadigd)
- vitaminen
- mineralen
- water

## Gezondheid
In de voedingsleer let men niet alleen op (on)evenwichtige voeding (de Schijf van Vijf) maar ook op iemands totale energie-inname. Diëtisten en gewichtsconsulenten zijn opgeleid om iemands voedingspatroon onder de loep te nemen, en advies te geven waar nodig. In de praktijk worden met name mensen met overgewicht, diabetes of voedselallergieën begeleid. Ook apothekers en artsen hebben enige kennis van gezonde voeding.
Wat volledige, gezonde voeding is hangt mede af van iemands:
- geslacht
- leeftijd
- dagbesteding (iemand in de bouw heeft meer energie nodig dan iemand op kantoor)
- allergieën
- gezondheidsstatus (denk aan de ziekte van Crohn of bijvoorbeeld diarree)

Voeding heeft invloed op de mentale gezondheid.